# حمادة النقيب
محمد محمود بكير النقيب، ويعرف باسم حمادة النقيب (ولد في الإسكندرية في 6 أبريل 1974) هو حارس مرمى كرة يد دولي مصري، لعب للنادي الأولمبي السكندري، ولفريق باريس سان جيرمان الفرنسي، كما لعب في قطر لناديي الجيش والريان، وأنهى مسيرته الرياضية في لنادي سبورتنج السكندري.

## مشاركاته الدولية
شارك النقيب في أربع دورات أولمبية هي:
- دورة الألعاب الأولمبية سنة 1996 (أطلنطا): وحل فيها المنتخب المصري في المركز السادس.
- دورة الألعاب الأولمبية سنة 2000 (سيدني): وحل فيها المنتخب المصري في المركز السابع.
- دورة الألعاب الأولمبية سنة 2004 (أثينا): وحل فيها المنتخب المصري في المركز الثاني عشر.
- دورة الألعاب الأولمبية سنة 2008 (بكبن): وحل فيها المنتخب المصري في المركز العاشر.[1]

كما شارك النقيب في إحدى عشرة بطولة عالم متتالية، هي جميع بطولات كأس العالم لكرة اليد منذ بطولة سنة 1995 في أيسلندا وحتى بطولة سنة 2015 في قطر، ليكون أكثر لاعبي كرة اليد في العالم مشاركة في هذه البطولة العالمية. وكان أفضل إنجاز عالمي حققه هو حصوله مع المنتخب المصري على المركز الرابع في بطولة العالم سنة 2001 بفرنسا، ليكون المنتخب المصري أول منتخب غير أوروبي يصل إلى المربع الذهبي لبطولة العالم لكرة اليد للرجال.
شارك النقيب في عشر بطولات إفريقية، فاز مع المنتخب المصري بثلاث منها، كما كان عضوًا في المنتخب المصري الذي فاز ببطولة أمم إفريقيا لكرة اليد للرجال سنة 2008، التي أهلت المنتخب المصري للصعود إلى بطولة العالم الحادية والعشرين لكرة اليد للرجال في كرواتيا سنة 2009.
في يناير 2014 أعلن النقيب اعتزاله اللعب الدولي عقب حصول المنتخب المصري على المركز الثالث في بطولة إفريقيا لكرة اليد بالجزائر، غير أنه عاد فشارك في بطولة العالم الرابعة والعشرين لكرة اليد التي أقيمت في قطر في يناير 2015، ليكون أكبر اللاعبين المشاركين في البطولة سنًا (حوالي 41 عامًا).
في دورة بكين للألعاب الأولمبية سنة 2008، حصل النقيب على المركز الثالث بين حراس مرمى المنتخبات المشاركة في إنقاذ مرماه من الأهداف، حيث نجح في التصدي لأربعين بالمائة من الكرات المصوبة نحو مرماه.

## خططه المستقبلية
عندما سئل النقيب عن دورة الألعاب الأولمبية المقبلة في ريو دي جانييرو سنة 2016، أجاب:
غير أن النقيب لم يخفِ رغبته في الوصول مع المنتخب المصري إلى أولمبياد ريو دي جانييرو قبل اعتزال اللعب، كاشفًا عن أنه يؤجل إعلان اعتزاله حتى يختم حياته في الملاعب بمشاركة أولمبية.
وكان النقيب قد حصل ـ استعدادًا للعمل مستقبلًا في مجال التدريب ـ على دورات تدريبية في معهد لايبتزغ بألمانيا.

## بعيدًا عن الرياضة
يعمل النقيب مديرًا لإحدى الإدارات بالشركة المصرية للغازات الطبيعية بالإسكندرية.